# 遣返
遣返（英語：Repatriation）是指某人回到原籍国或原籍地的過程。遣返可以分為自願遣返和非自願遣返，非自願遣返又被稱為驅逐出境。不過有時候自愿遣返或強迫遣返之间的区别并不是很明确。 